# Serra de Cal Mestre

La Serra de Cal Mestre, respecte del terme d'Abella de la Conca

La Serra de Cal Mestre és una serra del terme municipal d'Abella de la Conca, a la comarca del Pallars Jussà, en territori del poble de Bóixols.
És al nord-nord-est de Bóixols, al nord de la carretera L-511, al sud-est de Cal Carreu i al sud-oest de Cal Tinyola.

## Etimologia
Aquest serrat deu el nom a la casa de Cal Mestre que hi ha a la mateixa serra. Es tracta, doncs, d'un topònim romànic modern de caràcter descriptiu.